# 나이앤틱 (기업)
나이앤틱(Niantic, Inc.)은 미국 캘리포니아주 샌프란시스코에 거점을 둔 소프트웨어 개발 회사이다. 이 회사는 2010년 존 행키(John Hanke)가 구글의 사내 스타트업 컴퍼니로 나이앤틱 랩스(Niantic Labs)를 창설한 것이 그 시초이다. 나이앤틱 랩스는 2015년 구글로부터 분사하여 독립적인 회사로 거듭났다. 나이앤틱은 증강현실 모바일 게임인 인그레스(Ingress)와 포켓몬 고의 개발사로 잘 알려져 있다.

## 작품
- Field Trip
- Ingress and Ingress Prime
- Endgame: Proving Ground
- Pokémon Go
- Harry Potter: Wizards Unite
- Catan: World Explorers
- Transformers: Heavy Metal
- Pikmin Bloom
- Peridot
- NBA All-World
- Monster Hunter Now
- Campfire